# Karnaukhovo (Beriózovskoie)
Karnaukhovo (en rus: Карнаухово) és un poble del krai de Perm, a Rússia, que pertany al districte rural de Beriózovskoie. El 2010 tenia 34 habitants.